# Клив Пъзи
Клив Пъзи (на немски: Clive Puzey) е бивш пилот от Формула 1. Роден на 11 юли 1941 година в Булавейо, Родезия.

## Формула 1
Клив Пъзи прави своя дебют във Формула 1 в Голямата награда на ЮАР през 1965 година. В световния шампионат записва 1 състезание, като не успява да спечели точки и не успява да се квалифицира за самото състезание, състезава се с частен автомобил на Лотус.